# SZ Crateris

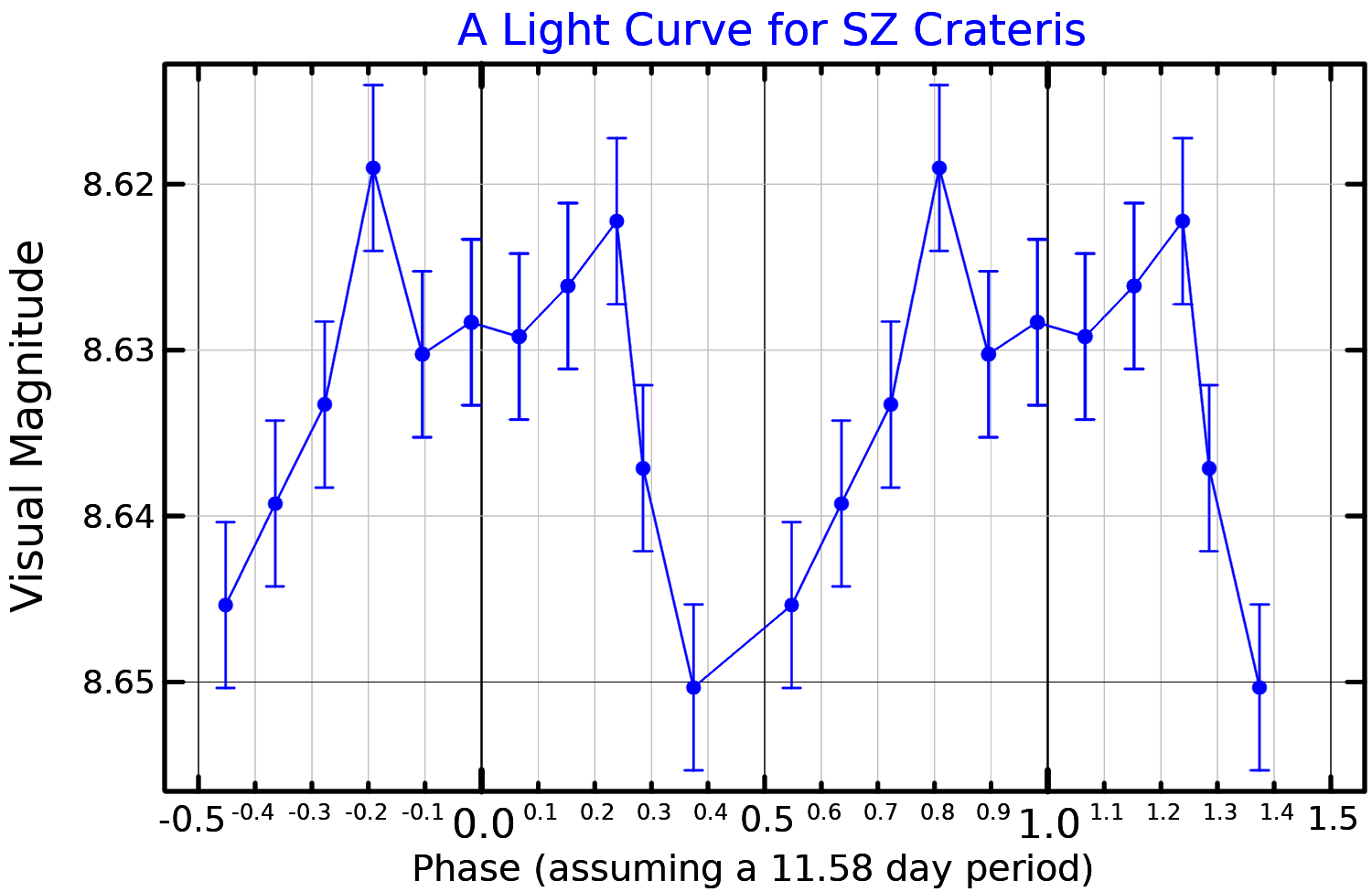
Lichtkromme van SZ Crt

SZ Crateris is een tweevoudige ster met een spectraalklasse van K7.V en M2.5V. De ster bevindt zich 42,7 lichtjaar van de zon.